# Gulstrupig piplärka
Gulstrupig piplärka (Macronyx croceus) är en afrikansk fågel i familjen ärlor inom ordningen tättingar. Den förekommer i gräsmarker i Afrika söder om Sahara. Beståndet anses vara livskraftigt.

## Utseende och läte
Gulstrupig piplärka är en stor medlem av familjen med guldgult på undersidan och i ett ögonbrynsstreck samt ett brett svart halsband som ramar in den gula strupen. Ovansidan är dämpat brunstreckad och de yttre stjärtpennorna är vita, vilket tydlig ses i flykten. Lätet är ett kraftigt visslat "chuuu-ew" eller andra varianter. Saffranspiplärka är mindre och saknar streckning på bröstet under det svarta halsbandet.

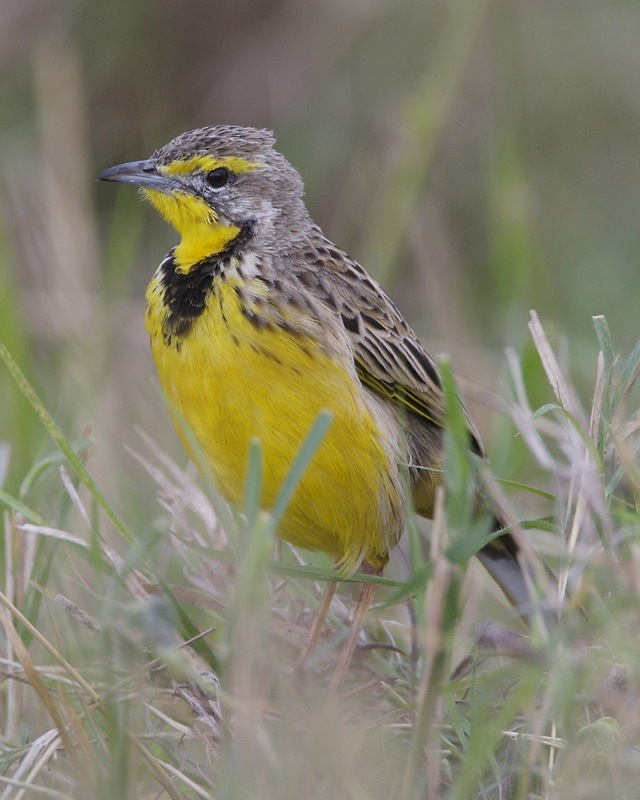
Gulstrupig piplärka i Masai Mara, Kenya.

## Utbredning och systematik
Gulstrupig piplärka placeras i släktet Macronyx. Fågeln förekommer i större gräsmarksområden i Afrika söder om Sahara. Den behandlas antingen som monotypisk eller delas in i tre till fyra underarter med följande utbredning:
- Macronyx croceus croceus (inklusive hygricus[6]) – Senegal och Gambia till Kamerun, sydvästra Tchad, norra och södra Centralafrikanska republiken och sedan vidare söderut och österut till Gabon och nordvästra samt västcentrala Angola, Republiken Kongo, västra och norra Demokratiska republiken Kongo, Burundi, Sydsudan, Uganda, västra och centrala Kenya, Burundi och norra Tanzania
- Macronyx croceus tertius – kustnära låglänta områden i östra Kenya och östra Tanzania
- Macronyx croceus vulturnus – centrala och södra Tanzania, östra Zambia, Malawi, nordöstra och centrala Zimbabwe till Moçambique och sydöstra Sydafrika

## Levnadssätt
Gulstrupig piplärka hittas i gräsmarker och gräsrik savann, framför allt nära vatten eller översvämmade områden.

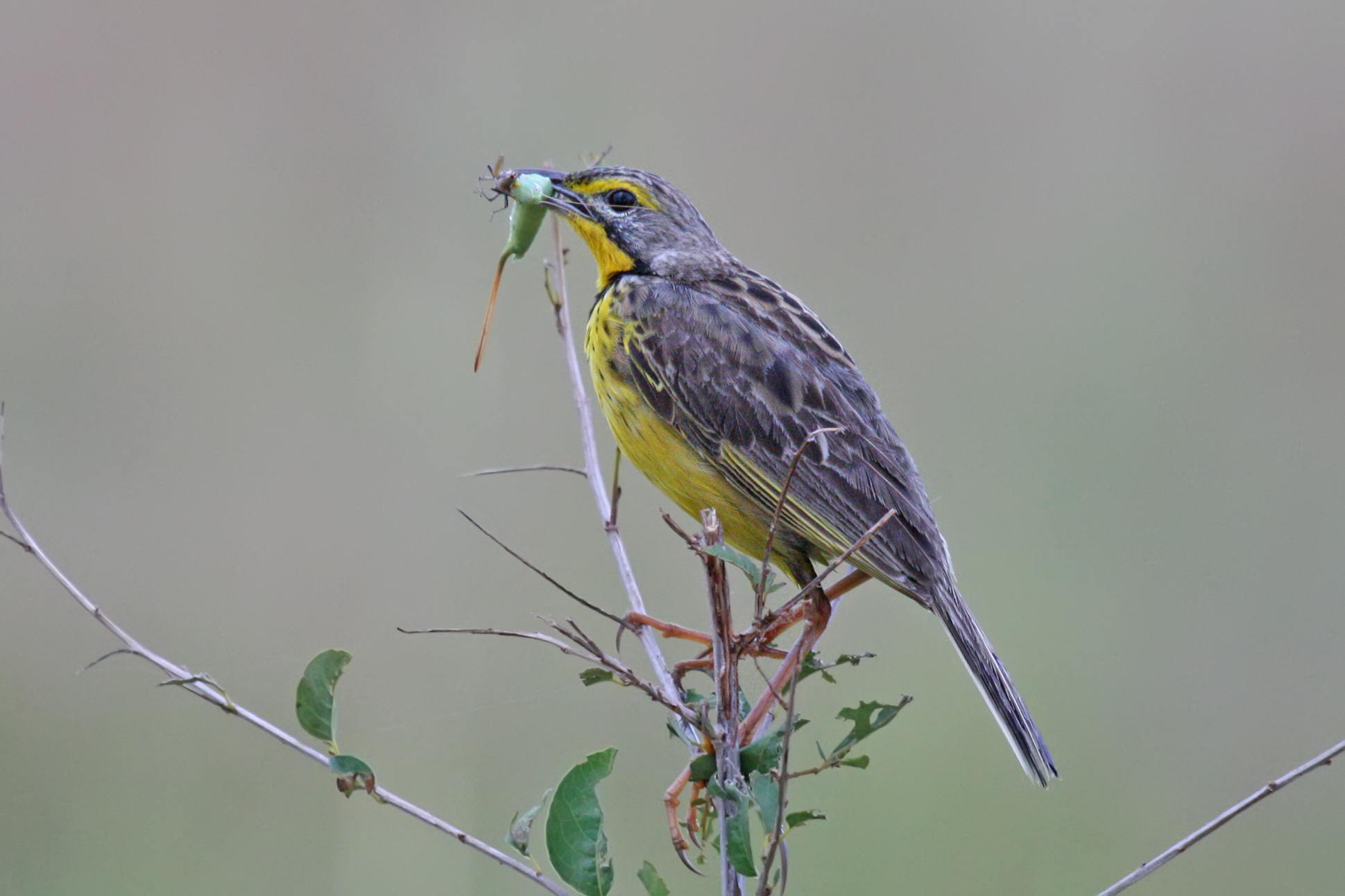
Gulstrupig piplärka med föda åt ungar.

## Status
Arten har ett stort utbredningsområde och beståndet anses stabilt. Internationella naturvårdsunionen IUCN listar den därför som livskraftig (LC).

## Namn
Arten kallades tidigare gulstrupig sporrpiplärka, men namnet justerades 2022 av BirdLife Sveriges taxonomikommitté med motiveringen: "Genetiska studier har visat att sporrpiplärkor inte är en monofyletisk grupp, arterna har heller inte någon egentlig sporre."